# Nigramma curepipensis
Nigramma curepipensis là một loài bướm đêm trong họ Noctuidae.